# Hydrellia armata
Hydrellia armata är en tvåvingeart som beskrevs av Canzoneri och Giuseppe Giovanni Antonio Meneghini 1976. Hydrellia armata ingår i släktet Hydrellia och familjen vattenflugor.
Artens utbredningsområde är Marocko. Inga underarter finns listade i Catalogue of Life.